# Westfluss
Der Westfluss (chinesisch 西江, Pinyin Xī Jiāng – „Westlicher Fluss“, veraltet nach Stange Sikiang) ist der 2.197 km lange Hauptstrom des Perlflusses im südlichen China (Asien). Sein Quellfluss in diesem Fließweg ist der Nanpan Jiang.

## Flusslauf
Der bedeutendste Strom in Südchina entspringt im Osten der Provinz Yunnan im Lianwan Shan. Seine Quelle befindet sich nordöstlich von Kunming und wenig nördlich von Qujing. Von dort durchquert sein Wasser die Provinzen Yúnnán, Guìzhōu und Guǎngxī, deren Grenzen er teils bildet, und Guǎngdōng: Anfangs noch Nanpan, später Hongshui, Qian und Xun sowie letztlich Xi Jiang (Westfluss) genannt, fließt er vorerst in südliche und dann überwiegend in östliche Richtungen nach Wuzhou. Weiter östlich mündet bei Sanshui der Nordfluss (chinesisch 北江, Pinyin Běi Jiāng – „Nördlicher Fluss“) ein. Dort teilt sich der Westfluss auf: Sein Hauptarm fließt über Jiangmen nach Süden und erreicht westlich von Macau das Südchinesische Meer; außerdem verästelt sich der Westfluss im Rahmen einer Bifurkation in ein vielarmiges Flussgeflecht, das in Guǎngdōng in den 177 km langen Perlfluss übergeht, der als großes Ästuar in das Südchinesische Meer mündet.

## Bedeutung
Der Westfluss, der nach dem Jangtsekiang und dem Gelben Fluss den drittlängsten Fluss der Volksrepublik China darstellt, ist mit rund 7.410 m³ pro Sekunde der zweitwasserreichste Fluss in China. Sein Unterlauf im Rahmen des Perlflusses gilt als einer der aktivsten Wirtschaftsräume des Landes mit Sonderwirtschaftszonen (siehe dort).

## Zuflüsse
- Beipan Jiang (北盘江) (links in den Nanpan Jiang 南盘江)
- Liu Jiang (柳江) (links in den Hongshui He 红水河)
- Yu Jiang (鬱江) (rechts in den Qian Jiang 黔江)
- Beiliu He (北流河) (rechts in den Xun Jiang 浔江)
- Gui Jiang (桂江) (links in den Xun Jiang)
- He Jiang (贺江) (links in den Xi Jiang)
- Luoding He (罗定江) (rechts)
- Bei Jiang (北江, Nordfluss) (links)

## Städte
- Wuzhou (Guangxi)
- Zhaoqing (Guangdong)
- Gaoyao (Guangdong)
- Jiangmen (Guangdong)